# 알후두드 SC
알후두드 FC(아랍어: نادي الحدود الرياضي는 바그다드를 연고로 하는 이라크의 축구단이다. 현재 이라크 프리미어리그에 참가하고 있다.